# Радж-Ґгат

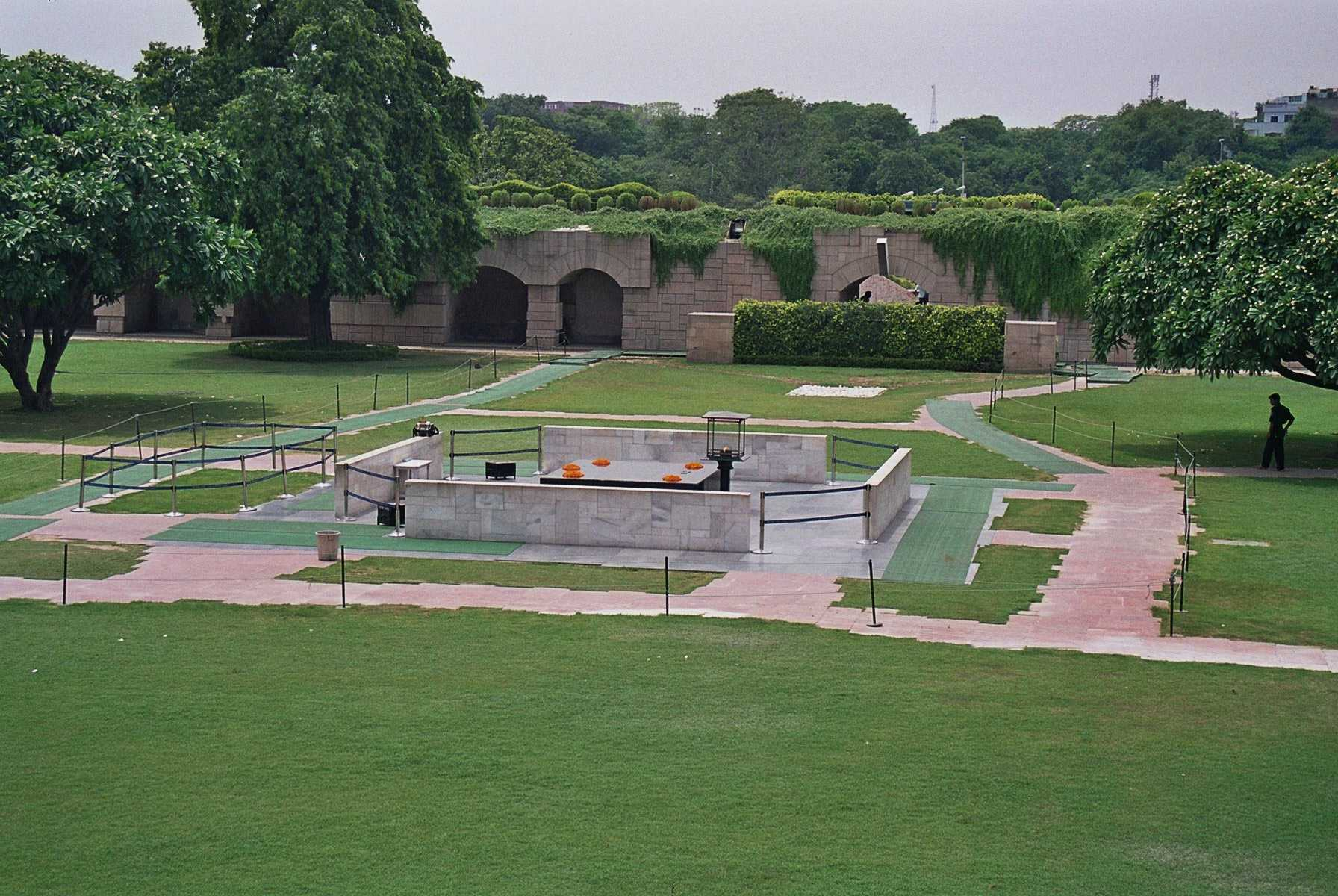
Радж-Ґгат

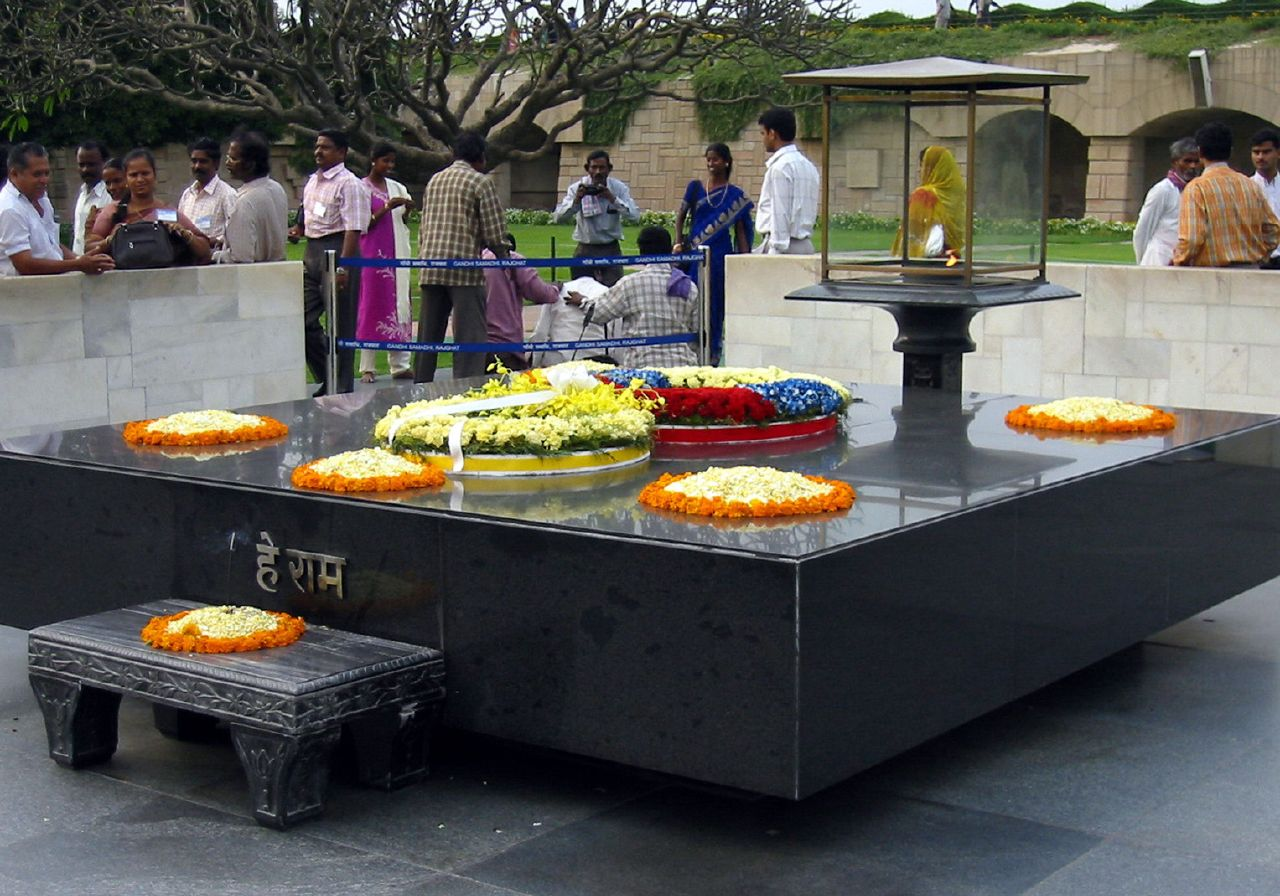
Постамент з чорного мармуру з останніми словами Махатми Ґанді «О, Бог!», вкритий живими квітами.

Радж-Ґгат (гінді राज घाट, Raj Ghat — «царський двір», «цараський ґгат») — меморіал в Делі, встановлений 1948 року на місці кремації лідера національно-визвольного руху Індії Магатми Ґанді. Крім Ґанді, тут були кремовані за поховані ще кілька політичних лідерів Індії: Джавахарлал Неру, Лал Бахадур Шастрі, Санджай Ґанді, Індіра Ґанді, Джаґджіван Рам, Чоудхарі Чаран Сінґг, Раджив Ґанді, Джіані Заїд Сінґг, Шанкал Даял Шарма, Деві Лал, меморіали яких розташовани північніше.
Меморіал розташований на березі Ямуни, на ґгаті (спуску) до якої й відбувалися кремації. Поруч проходить Дорога Махатми Ґанді та розташовані два музеї, присвячені Ґанді, у тому числі Національний музей Ґанді.
| Прапор Індії | Це незавершена стаття про Індію. Ви можете допомогти проєкту, виправивши або дописавши її. |

1. ↑  GeoNames — 2005.